# Jürgen Störr

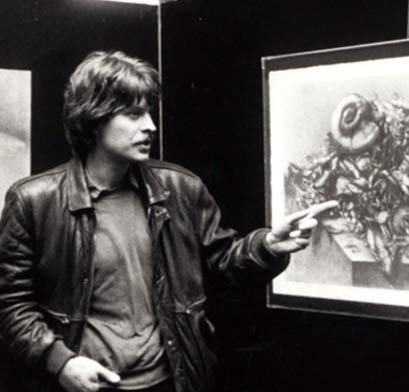
Jürgen Störr – Ausstellung in der Sparkasse Wuppertal 1984

Jürgen Störr (* 1954 in Fritzlar) ist ein deutscher Künstler und Professor.
Jürgen Störr wuchs in Wetter a. d. Ruhr auf, wo er als jugendlicher Künstler seine ersten Werke schuf. Bereits mit 17 Jahren stellte er im Karl-Ernst-Osthaus-Museum in Hagen und anderen Institutionen aus und verkaufte seine Bilder an private Sammler. Er nahm an der Ausstellung „Vom Frieden leben wir“ in der Friedenskirche (Selm) teil. Das Von der Heydt-Museum in Wuppertal kaufte neun seiner Bilder an.
Störr studierte ab 1971 an der Bergischen Universität Wuppertal sowie an der Fachhochschule Dortmund. Nach seinem Examen begann er ein Medizinstudium an der Universität Bochum, wurde aber wieder exmatrikuliert. 1976 wurde er in das 8. Semester an der Hochschule der Künste Berlin eingestuft, wo er nach einem Jahr zum Meisterschüler von Helmut Lortz ernannt wurde. 1977 bekam er im Alter von 23 Jahren einen Lehrauftrag an der Bergischen Universität.
Während seiner Schaffenszeit in Wetter a. d. Ruhr erhielt Störr 1976 den Karl-Ernst-Osthaus-Förderpreis. Anlässlich der Preisverleihung wurden seine Arbeiten in einer Fernsehreportage vorgestellt. Das Karl-Ernst-Osthaus-Museum kaufte zwei seiner Werke an.   
1985 gründete er mit seiner Frau, der Künstlerin Roswitha Störr, die Ruhrakademie, die er bis heute mit ihr leitet. Zu diesem Zweck erwarb er 1987 das Schloss Haus Ruhr in Schwerte, das er renovieren und ausbauen ließ. Die Studierenden und Absolventen erhielten zahlreiche nationale und internationale Auszeichnungen und Preise.  
1991 wurde Jürgen Störr zum Universitätsprofessor auf Lebenszeit ernannt. Zunächst lehrte er an der Bergischen Universität Wuppertal, seit 2009 an der Folkwang Universität der Künste in Essen. Neben seiner Arbeit als Künstler, Filmemacher und Hochschullehrer ist Störr auch als Juror tätig, unter anderem als Preisrichter des internationalen Architektur-Wettbewerbs Zollverein Park des Weltkultur-Erbes Zollverein in Essen.